# Абронька

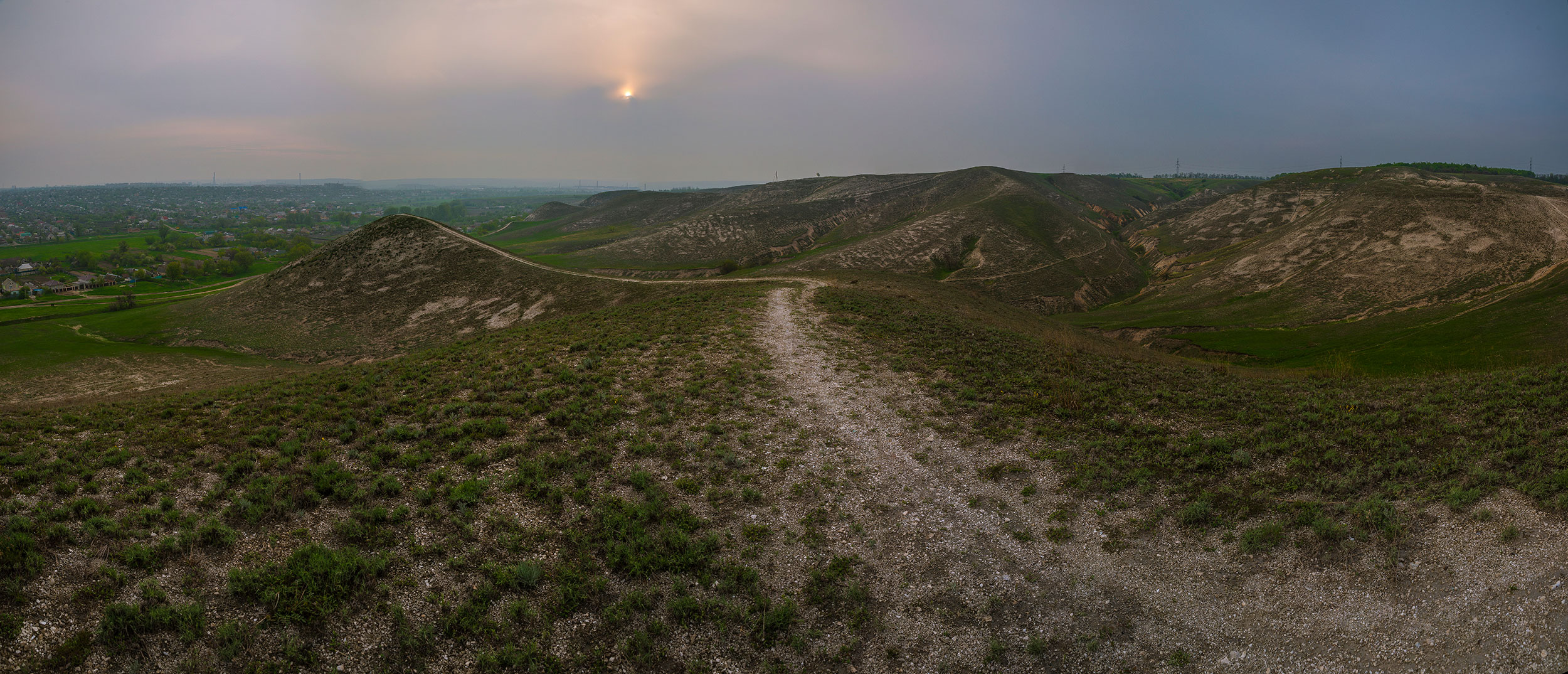

Абронька - гора поблизу смт Біленьке, Україна, Донецька область, Краматорськ. Краматорський регіональний ландшафтний парк.
Координати:   48°46'17"N   37°37'23"E